# Glipa inexpectata
Glipa inexpectata es una especie de coleóptero de la familia Mordellidae.

## Distribución geográfica
Habita en Célebes, Palu y Palolo en  Indonesia.